# Aymaresmus leucus
Aymaresmus leucus är en mångfotingart som beskrevs av Chamberlin 1941. Aymaresmus leucus ingår i släktet Aymaresmus och familjen Platyrhacidae. Inga underarter finns listade i Catalogue of Life.